# Dan White

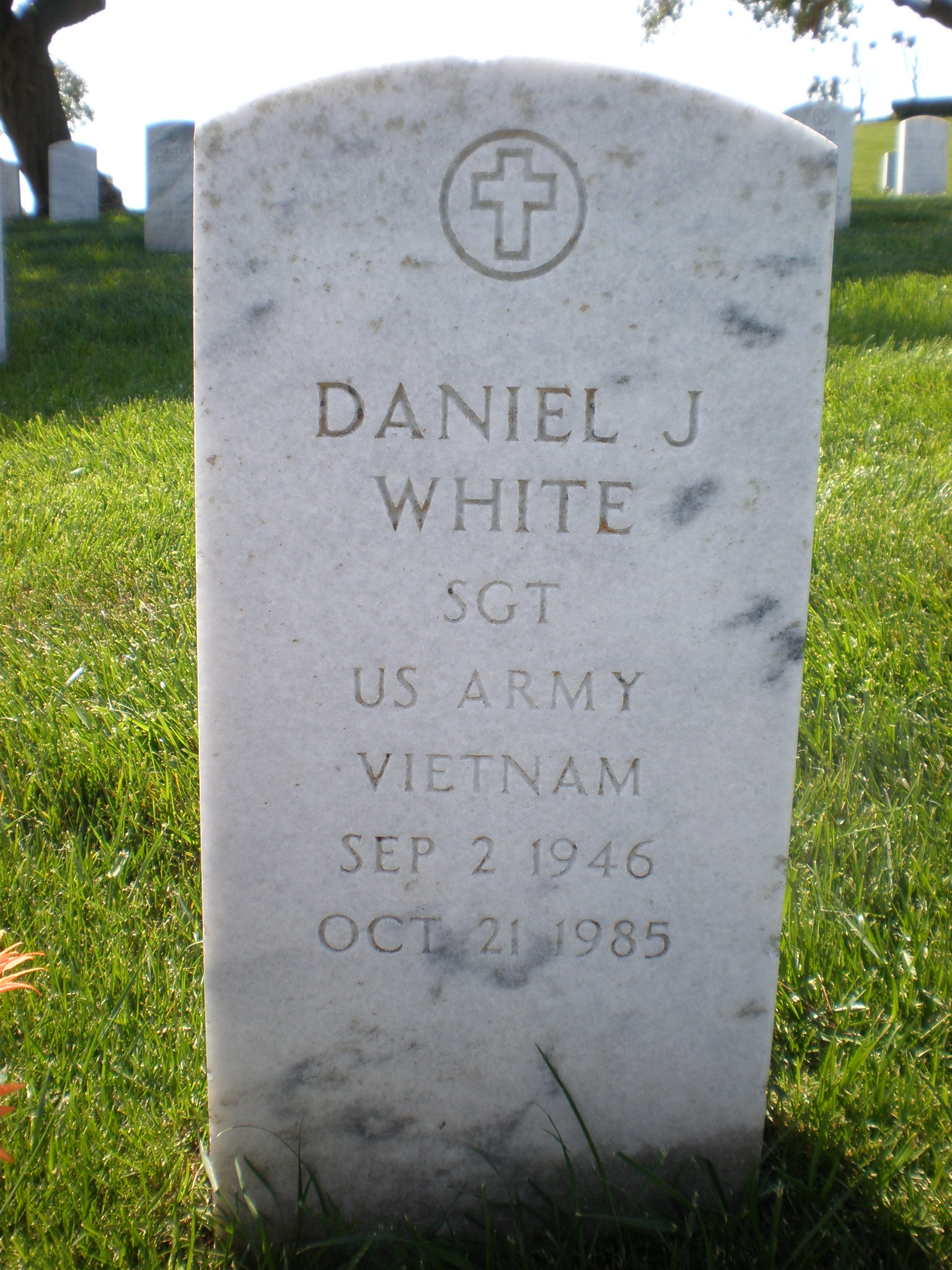
Graf van Dan White in San Bruno (Californië)

Daniel James "Dan" White (2 september 1946 – 21 oktober 1985) was een Amerikaans politicus van de Democratische Partij in San Francisco en de moordenaar van burgemeester George Moscone en Whites collega Harvey Milk op 27 november 1978.
Dan White vocht in de Vietnamoorlog. Na zijn terugkeer in 1972 werkte hij als politieman en later als brandweerman in San Francisco. In 1977 werd Dan White een verkozen lid van het "San Francisco Board of Supervisors", de wetgevende macht van de stad. White genoot de steun van de politie- en brandweervakbonden en trad vooral op als een conservatieve Democraat die voor traditionele familiewaarden was. Ondanks hun verschillen, werkten White en zijn collega Harvey Milk, een homorechtenactivist, in het begin goed samen. In 1978 kregen White en Milk grotere meningsverschillen. Op 27 november vermoordde White Harvey Milk en burgemeester George Moscone. Achteraf bekende hij dat hij nog twee andere collega's had willen vermoorden. White werd veroordeeld voor doodslag in plaats van moord, wat voor grote controverse zorgde in San Francisco. Whites verdediging hield in dat hij verminderd toerekeningsvatbaar was: zijn hersenen zouden als gevolg van een lage bloedsuikerspiegel niet goed gefunctioneerd hebben. Op 21 mei 1979 vonden de White Night-rellen plaats uit protest tegen het oordeel. Twee jaar nadat Dan White een straf van vijf jaar had uitgezeten, pleegde hij zelfmoord.

## In de populaire cultuur
- Het verhaal van de moorden is het onderwerp van de documentairefilm The Times of Harvey Milk (1984), die een jaar voor Whites zelfmoord uitkwam.
- Het boek Double Play: The San Francisco City Hall Killings uit 1984 gaat over het leven van Dan White en de moord op Moscone en Milk. Het boek won de Edgar Allan Poe Award in zijn genre.
- Execution of Justice, een toneelstuk van Emily Mann, toont de gebeurtenissen die tot de moord leidden. In 1999 werd het stuk voor televisie verfilmd.
- De sciencefictionfilm RoboCop (1987) neemt de moorden als de basis voor een scène waarin een gestoord ex-gemeenteraadslid de burgemeester en andere mensen gijzelt en zijn baan terugeist.
- Josh Brolin werd genomineerd voor een Oscar voor zijn rol als Dan White in de biopic Milk (2008) van Gus Van Sant. In de film vermoedt Milk, gespeeld door Sean Penn, dat White zelf ook homoseksueel was. Er is echter geen bewijs dat dat het geval was.

- Library of Congress Control Number: n83158273
- Virtual International Authority File: 65386861
- WorldCat: E39PBJqbgvGHqYfHmfX4xJkJjC